# Dubí
Dubí (německy Eichwald) je lázeňské město v severních Čechách, proslulé výrobou skla a porcelánu. Leží v okrese Teplice, v Ústeckém kraji, v nadmořské výšce 389 metrů. Žije zde přibližně 8 100 obyvatel.

## Historie

### Starší dějiny
První písemné zmínky o Dubí jako o horním místě jsou z let 1494 až 1498, kdy zde přespávali horníci těžící cín. Po rozsáhlých dubových lesích, které se rozprostíraly po okolních stráních, byla rodící se osada pojmenována Dubí.
V 16. století došlo k rozvoji osady a po mnoha změnách majitelů a sporech o její vlastnictví se stává součástí teplického panství. Roku 1592 přikoupil Radslav Vchynský († 1619) od Rudolfa II. další lesní pozemky, vybudoval velkou oboru. V té době snad byla založena i myslivna „Barvář“. Po roce 1634, kdy byl v Chebu spolu s Valdštejnem zavražděn i Vilém Vchynský, majitel teplického panství, se toto dostalo do rukou rodu říšského maršálka Jana Jiřího Marka Clary-Aldringena. (Jeho potomci se zde udrželi až do května 1945, kdy uprchli před Rudou armádou.) Po převzetí zdejšího panství budovali Aldringenové ve mstišovské oboře šestiboký letohrádek dnes zvaný Dvojhradí – původně Tuppelburg.
Přes Dubí a Cínovec do Drážďan vedla formanská cesta, kudy se do Saska vozilo obilí, podél cesty byly staré mlýny. Městem se přehnala třicetiletá válka, po které z původních 18 usedlostí zůstalo obydlených jen deset – což byla obvyklá situace po třicetiletém drancování a zabíjení. Později, v době napoleonských válek mělo Dubí již 64 domů a pracovalo devět vodních kol. Pracovala papírna, pily, mlýn na výrobu střelného prachu zničený výbuchem a mlýn – hamr (kovárna) na zpracování železa. Toto období připomíná pamětní kámen Franzosenstein s německým nápisem: „Napoleon I, dne 30. 8. 1813 – zvrat v řadě jeho vítězství.“ Nejstarší známou usedlostí v Dubí, již nedochovanou, byl Buschmühle rodiny Walterů, který stál již roku 1579. Příslušníci této rodiny vykonávali také funkci rychtářů. (V 19. století byl přestavěn na závod na výrobu dřevité vlny.)

## Devatenácté století

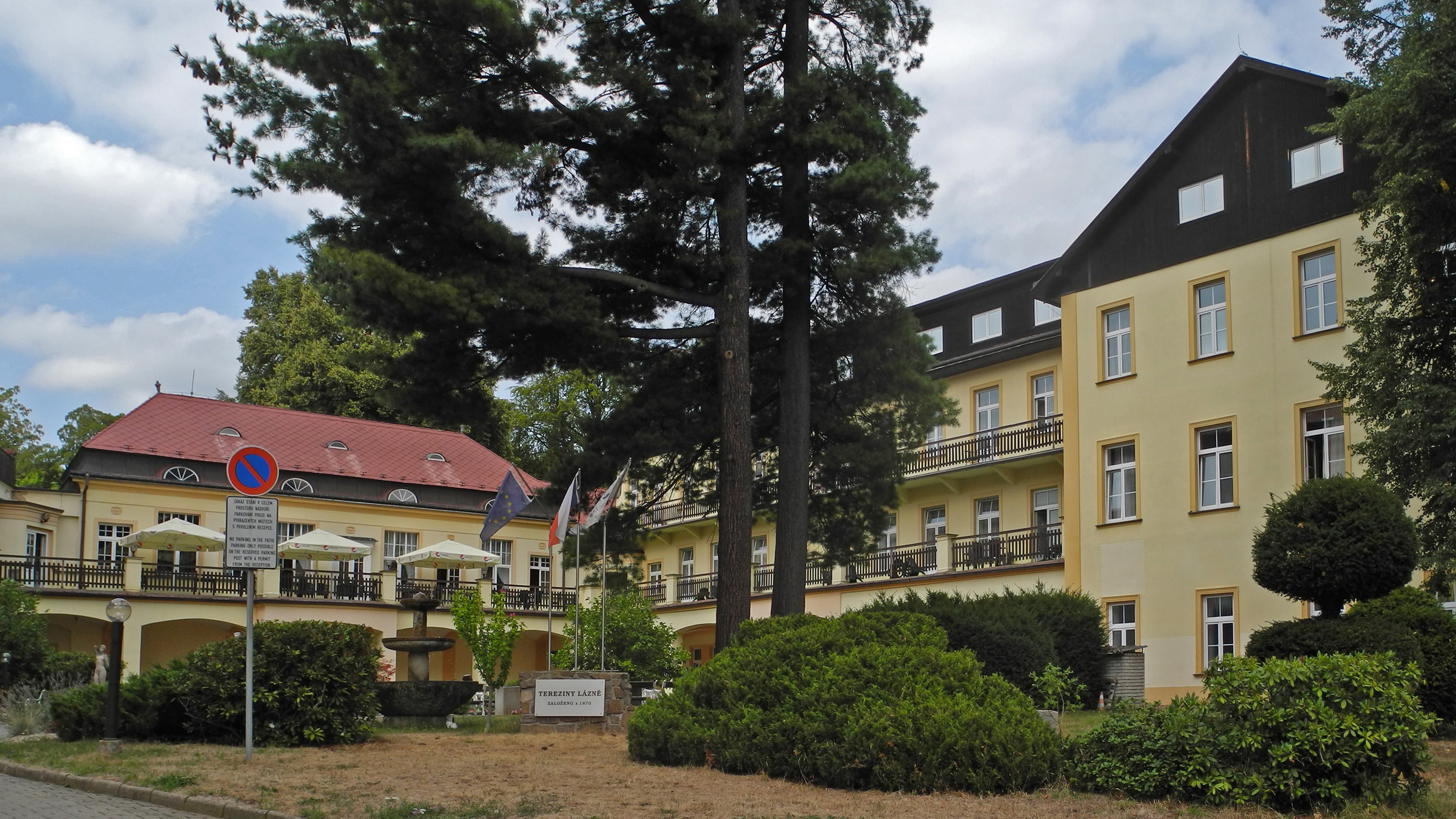
Tereziny lázně

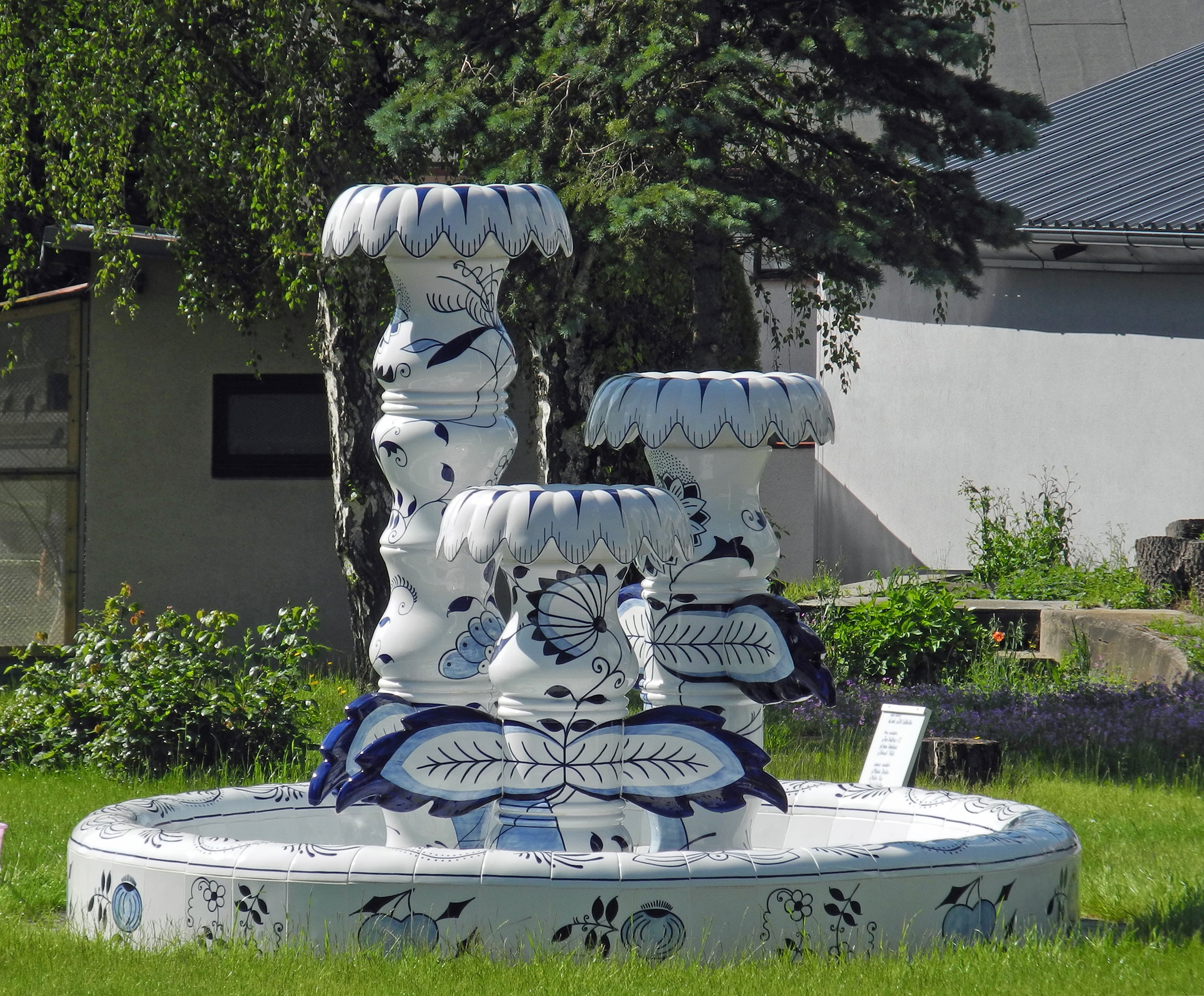
Porcelánová fontána v areálu dubské porcelánky

### Lázně
Po napoleonských válkách, v souvislosti s velkým rozvojem teplického lázeňství se stalo Dubí vyhledávaným výletním místem teplických lázeňských hostů. Patřil k nim po mnoho let například J. W. Goethe. 1849–1851 byla vybudováno prodloužení silnice z Teplic přes Dubí na Cínovec. Tím se dále zlepšilo spojení se sousedním Saskem. Budova nové školy byla postavena v roce 1853, vyučovalo se německy, české děti mohly docházet do Běhánek. Roku 1860 podnikatel Anton Tschinkel zkoumal možnosti výroby dubových sudů. Objekty Buschmühle zakoupil Tschinkel v roce 1864 a vybudoval zde továrnu na siderolit a porcelán. (V roce 1932 shořela původní dřevěná mlýnská budova.) V roce 1862 také Tschinkel přestavil někdejší hostinec Diana na lázeňský objekt. Úředně přiřazeno k lázeňským místům bylo Dubí roku 1872. Roku 1877 Ing. Thomas Novák, stavitel moldavské železnice, uvedl do provozu Tereziny lázně, v místech bývalého Smrkového mlýna. Významnou událostí bylo dopravní propojení tramvajemi z Teplic. Trasa byla otevřena 14. října 1895. Byla v provozu až do přelomu ledna–února 1959. Poté, co Tereziny lázně v roce 1888 vyhořely, byl Ing. Novák nucen je odprodat – dostaly se do vlastnictví Clary-Aldringenů.

### Kostel
Důležitým stavebním počinem bylo vybudování kostela Neposkvrněného početí Panny Marie z prostředků veřejné sbírky, doplněných rodinou Clary-Aldringen. Stavbu s přísnou sebekázní projektoval profesor Benátské umělecké akademie Pietro Bigaglia. Inspiroval se benátským kostelem Madonna dell'Orto. Stavba byla a je považována za místně exotický příklad italské gotiky. V době její realizace v letech 1896 až 1906 její tvůrci netušili, že pod povrchem vnitřního nádvoří teplického zámku jsou skryty základy podobné trojlodní baziliky, románské, vystavěné královnou Juditou, matkou Přemysla Otakara I. Stavební zbytky byly odhaleny až při archeologickém výzkumu v 50. letech.

### Uhlí
Rozhodují měrou ovlivnil život města rozvoj těžby hnědého uhlí, na jehož slojích se město z velké části rozkládá. Těžba uhlí vyvolala potřebu výstavby železnic a navázal rozvoj sklářského a keramického průmyslu.

### Porcelán

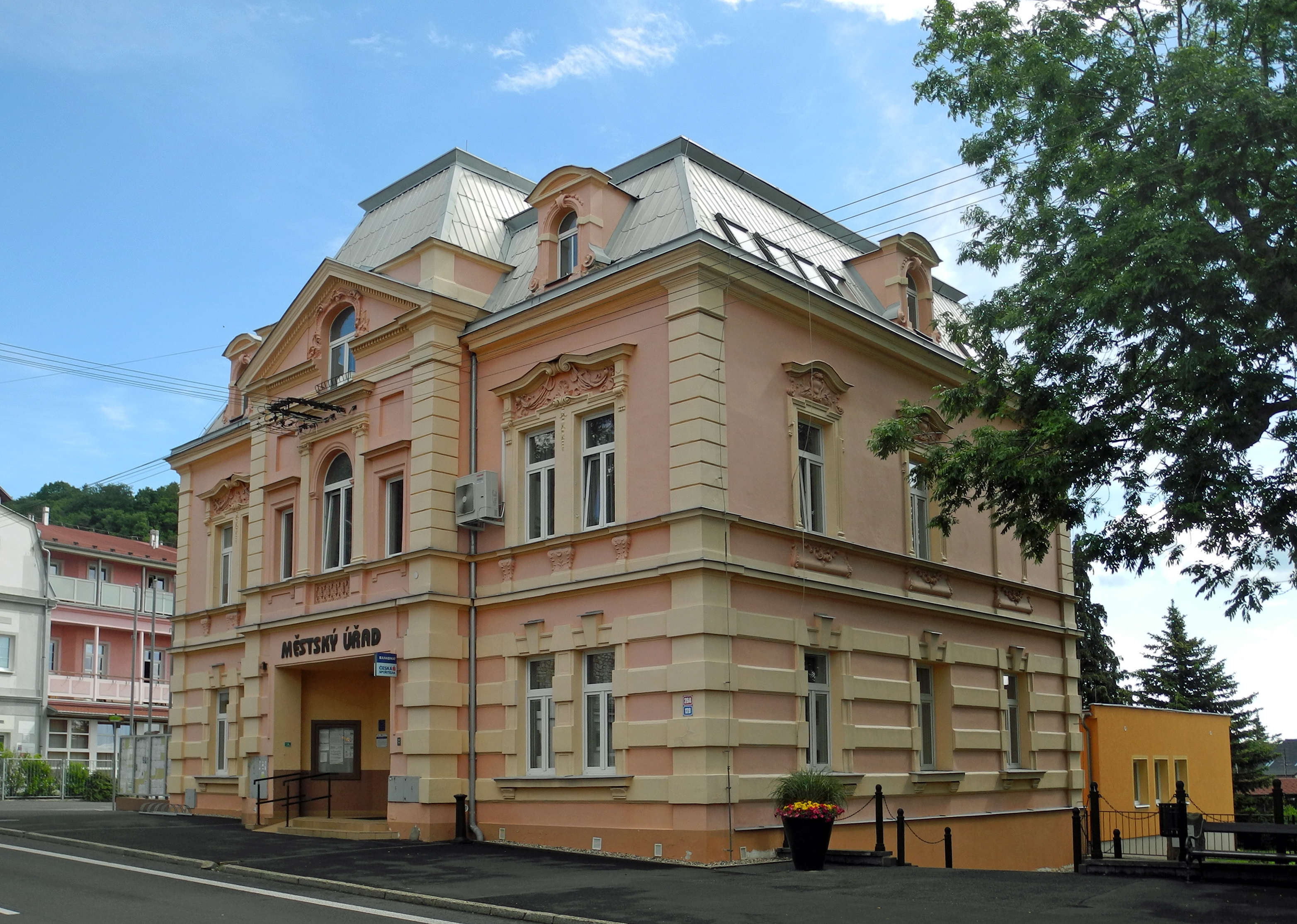
Městský úřad

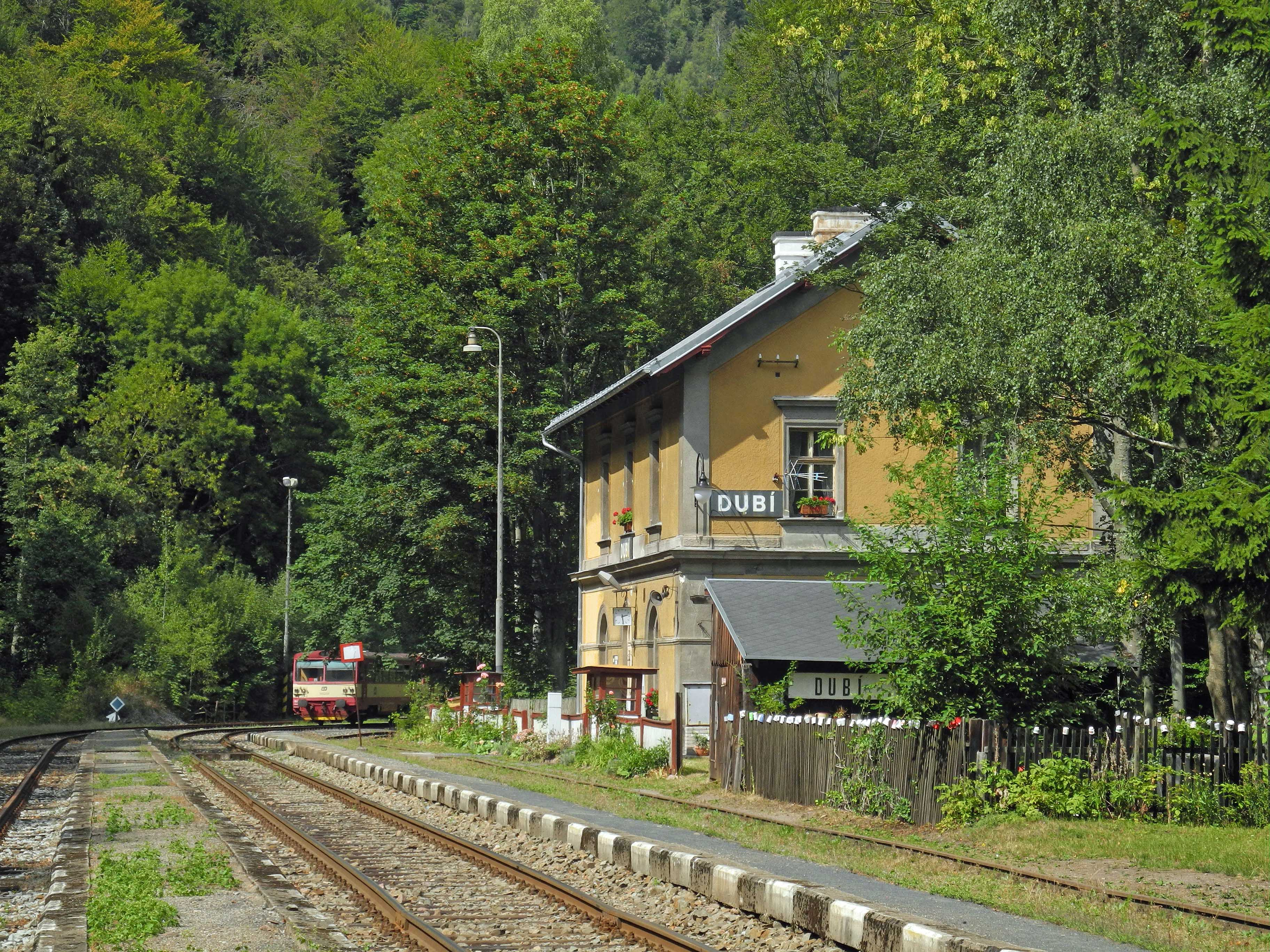
Nádraží

Významnou kapitolou v životě města byla a je výroba porcelánu. V roce 1871 byla založena továrna na výrobu porcelánu – „Eichwalde Porzellan-und Ofenfabriken Bloch und Co.“. Později byla známá pod jménem „Eichwalder Porzellan-, Ofen- und Wandplattenfabriken Dr.Widera und Co., Kdt.Ges.“ Její rozsáhlý sortiment zahrnoval stolní nádobí, dekorativní předměty a obkládačky. Míšeňská královská manufaktura prodala licenci na výrobu cibulového porcelánu (původní formy i dekor) firmě „Meissner Ofen- und Porzellanfabrik, vorm. Teichert, gegr. 1864“. Ta po spojení s firmou Bloch v Dubí zavedla výrobu cibuláku nejprve pod značkou Meissen s hvězdičkou provedenou jen v kontuře. Po druhé světové válce byla porcelánka v roce 1945 znárodněna a později prošla dalšími organizačními a majetkovými změnami. V současné firmě „Český porcelán Dubí“ výroba „cibulového“ porcelánu tvoří důležitou část výrobního programu. Je tak možno v jistém smyslu hovořit o kontinuitě s míšeňskou tradicí. V původně samostatné obci Bystřice, nyní místní části Dubí, byla v roce 1911 firmou „Krautzberger,Mayer und Purkert G.m.b.H. Wistritz“ založena továrna na porcelán vyrábějící jídelní soubory a nápojové soupravy nebo dekorativní předměty malované po způsobu Kodaně šedomodrými pastelovými tóny. Zboží bylo značeno také K.M.P. nebo KAEMPE.
Dubí bylo na přelomu 19. a 20. století součástí teplické aglomerace výroby keramiky a porcelánu nesporně světového významu, orientované silně proexportně. Zejména výrobky ovlivněné secesí (Jugendstill) jsou vyhledávaným objektem zájmu muzeí a sběratelů. Existuje záměr radnice, vybudovat a veřejnosti zpřístupnit v budově zrušeného kina expozici výrobků dubských porcelánek. V současnosti v Dubí působí Ateliér designu keramiky Fakulty umění a designu UJEP v Ústí nad Labem. Velkým zájmem výtvarníků jsou provázena každoroční „hrnková sympozia“, která přinášejí výrazné výtvarné podněty v oblasti designu hrnku a zároveň zpětně korigují výtvarné pojetí z hlediska technologických možností průmyslové výroby.

## Dvacáté století
Značné povodně roku 1897 s sebou přinesly značné množství stromů, kamení a bahna. Narušily koleje tramvajové dráhy Teplice – Dubí, poškodily mnoho domů, v ulicích vymetly hluboká koryta a usmrtily velké množství zvěře. V roce 1933 započala výstavba české školy. V letech 1938 až 1945 bylo Dubí přičleněno (v důsledku uzavření Mnichovské dohody) k nacistickému Německu.
Obnovu české státnosti po druhé světové válce, zahájenou povstáním českého lidu umožnila vojenská akce Rudé armády. V podvečer 8. května 1945 pronikli do Dubí dva průzkumníci – motocyklisté a za nimi tanková brigáda spěchající na pomoc Praze. Na českém území musely překonávat vojenský odpor kladený Němci i po všeobecné kapitulaci. V Teplicích a různých místech v okolí padlo na dvě stě rudoarmějců.
Po válce bylo z města vysídleno původní německé obyvatelstvo, které do té doby drtivě převažovalo. Došlo zde k takřka kompletní výměně obyvatelstva a město se nikdy nepodařilo dosídlit na předválečnou úroveň.
Roku 1960 vzniklo město Dubí sloučením obcí Dubí, Pozorka a Horská Bystřice. K Dubí ještě patří Běhánky a Drahůnky. V pozdějších letech (1. července 1980) byly přičleněny obce Mstišov a Cínovec. Roku 1966 získalo Dubí statut lázeňského města.
Sovětská vojska překročila hranici v prostoru Cínovce znovu v roce 1968, v noci na 21. srpna, kdy v 0.10 hodin mohutná uskupení vojensky obsadila československé území. Hranice byly uzavřeny, celníci a pohraničníci internováni. Sovětští vojáci odzbrojili místní oddělení VB, rozmístili se v místních lesích. Později byl v bohosudovských kasárnách (někdejším klášteře) dislokován jejich tankový pluk.

## 21. století
Mohutný nárůst kamionové dopravy si vynutil v roce 2000 výstavbu infrastruktury hraničního přechodu na Cínovci. Po převedení dálkové kamionové dopravy na dálnici Praha–Drážďany s přechodem v Petrovicích byla trasa přes Dubí pro nákladní dopravu uzavřena.
Na přelomu tisíciletí bylo město známé i pro vysokou koncentraci prostituce kolem silnice E55 u česko-německých hranic. Po zprovoznění nové dálnice na Drážďany a podstatně nižšímu provozu došlo k útlumu tohoto negativního jevu.

### Chronologie událostí
- cca 400 př. n. l. nálezy artefaktů dokazujících přítomnost Keltů a styk se středomořskými národy – Muzeum Teplice – výstava Keltové – fakta, která vydala voda.
- 1494–1498 první zmínky o Dubí (krupské městské knihy)
- 1579 postavena první dubská usedlost Buschmühle
- 1592 založení obory ve Mstišově a postavení myslivny Barvář
- 1652 postavení sýpky pro obilí na vývoz ve mstišovské oboře
- 1783 u dubského horského rybníka založen železný hamr
- 1849–1851 dobudována silnice Dubí–Cínovec
- 1852 otevřena jednotřídka v soukromém domě
- 1853 postavena škola
- 1860 A. Tschinkel zakoupil pozemky a vystavěl vodoléčebný ústav Dianina lázeň (1862–1885)
- 1864 A. Tschinkel zakoupil mlýn Buschmühle (mlýn v křoví, zarostlý mlýn) a na jeho pozemku zřídil továrnu na porcelán
- 1871 založena porcelánka „Eichwalder Porzellan- und Ofenfabriken Bloch and Co.“
- 1875 zřízen poštovní úřad
- 1877 otevřeny Tereziny lázně
- 1879 postavena jednopatrová škola se třemi třídami
- 1895 zahájen provoz elektrické dráhy
- 1897 povodně
- 1898 4. května položen základní kámen kostela
- 1906 vysvěcení kostela
- 1911 založena továrna na porcelán „Krautzberger, Mayer und Purkert G.m.B.H. Wistritz“, (K.M.P., KAEMPE)
- 1926 automobilové závody Dubí-Cínovec (vítěz Eliška Junková)
- 1933 otevřena nová budova české školy
- 1945–1946 vysídlení původního německého obyvatelstva
- 1946 mohutný požár v lázních
- 1950 znovuotevření lázní po rekonstrukci
- 1956 oslavy 50. výročí trvání kostela
- 1958 otevřen hraniční přechod na Cínovci
- 1960 připojení Bystřice, Běhánek, Drahůnek a Pozorky
- 1966 Dubí získává status lázeňského města
- 1973 dokončení stavby Domova důchodců Na Výšině
- 1980 administrativní připojení Cínovce a Mstišova
- 1994 Český porcelán si připomíná 130. výročí založení
- 2002 povodně

## Obyvatelstvo
|                                                                                          | 1869 | 1880  | 1890  | 1900  | 1910  | 1921  | 1930  | 1950  | 1961  | 1970  | 1980  | 1991  | 2001  | 2011  | 2021  |
| ---------------------------------------------------------------------------------------- | ---- | ----- | ----- | ----- | ----- | ----- | ----- | ----- | ----- | ----- | ----- | ----- | ----- | ----- | ----- |
| Obyvatelé                                                                                | 957  | 1 746 | 2 804 | 4 423 | 4 430 | 4 163 | 4 411 | 2 646 | 3 788 | 3 274 | 3 900 | 3 681 | 3 675 | 3 642 | 3 358 |
| Domy                                                                                     | 137  | 189   | 230   | 296   | 311   | 316   | 357   | 359   | 1 240 | 443   | 457   | 497   | 503   | 530   | 534   |
| Data z roku 1961 zahrnují i domy z místních částí Běhánky, Bystřice, Drahůnky a Pozorka. |      |       |       |       |       |       |       |       |       |       |       |       |       |       |       |

## Městská správa

### Části města
- Běhánky
- Bystřice
- Cínovec
- Drahůnky
- Dubí
- Mstišov
- Pozorka

### Městské symboly
Znak a vlajka byly městu uděleny rozhodnutím předsedy Poslanecké sněmovny Parlamentu České republiky dne 4. června 1998.

## Pamětihodnosti

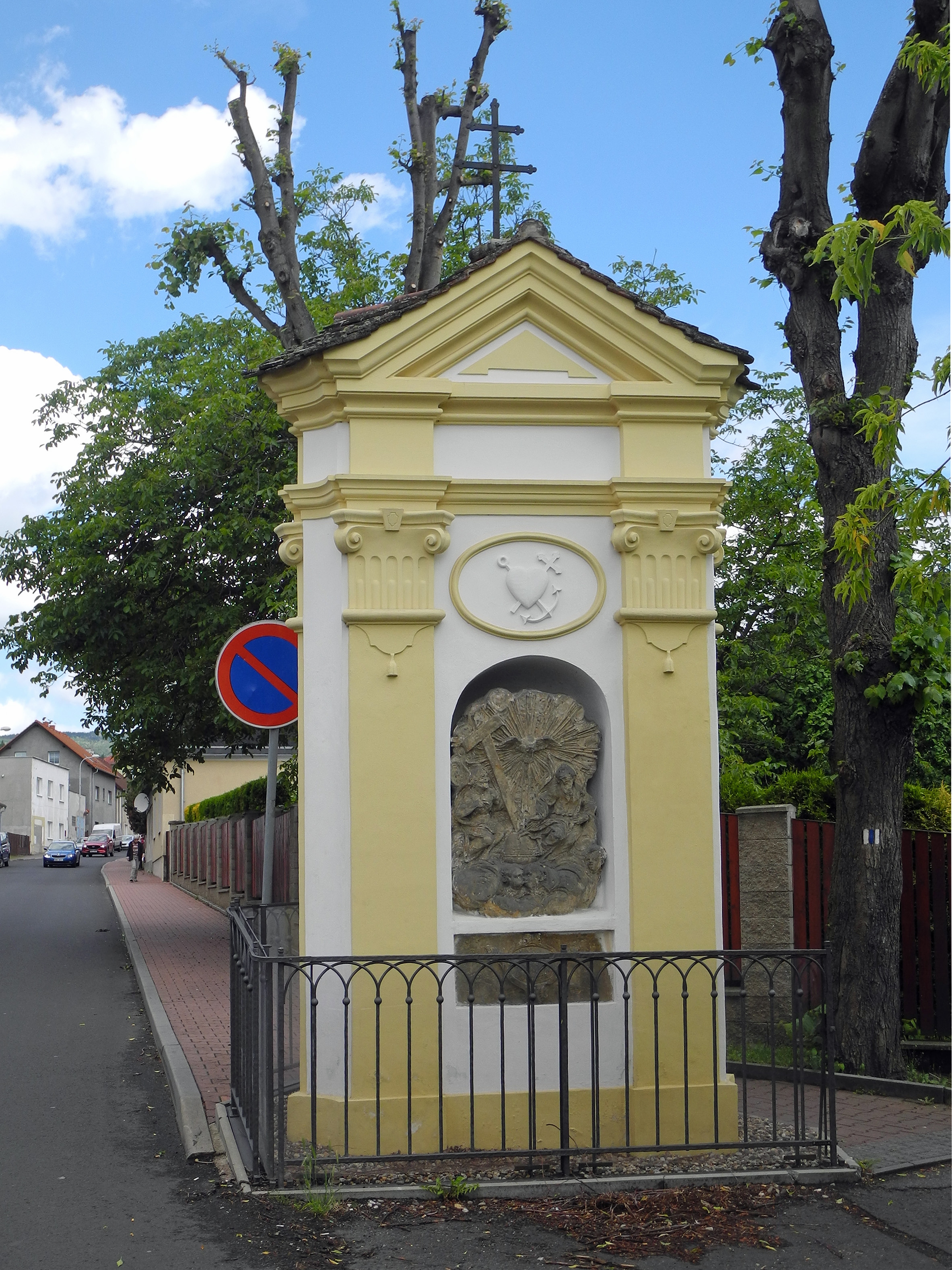
Kaple v Tovární ulici

- Kostel Neposkvrněného početí Panny Marie. Kostel, roku 1898 vystavěný podle kostela Madonna dell'Orto v Benátkách, stojí v horní části obce při silnici na Cínovec. Ve vysoké boční jižní věži se nachází zvon z roku 1925 od Rudolfa Pernera. V prvním patře věže je volně uložen malý litinový zvon z roku 1919 s nečitelným nápisem.
- Kostel Nanebevzetí Panny Marie na Cínovci. Barokní kostel vystavěný mezi lety 1729 až 1732.
- Kaple v Pozorce. Na návsi v obci mimo hlavní silnici stojí kaple s vysokou věží, v níž se nachází malý zvon.
- Kaple sv. Eustacha v Mstišově. Kaple z roku 1707 stojí na návsi v obci. V zadní věžičce se nachází litinový zvon úlovitého tvaru.
- V budově nádraží v Dubí se nachází soukromé železniční muzeum. Jde o úvraťové nádraží, součást Moldavské horské dráhy, na které od roku 1885 probíhal mezinárodní provoz mezi Mostem a saským Freibergem.

## Osobnosti
- Gustav Brecher (1879–1940), dirigent
- Václav Draxl (1874–1939), československý politik a meziválečný poslanec Národního shromáždění
- František Gregor Emmert (1940–2015), hudební skladatel
- Volkmar Gabert (1923–2003), německý sociálně demokratický politik a poslanec Evropského parlamentu
- Christian Lagler (1668–1741), stavitel
- Rudolf Hänsel (1920–2018), farmakolog a profesor farmakognozie
- Rudolf Mader (1943–2021), fotbalista
- Eduard Joseph Machaczek (1815–1893), římskokatolický duchovní a publicista, narodil se na Cínovci
- Carl Oskar Renner (1908–1998), bavorský spisovatel
- Horst Seemann (1937–2000), filmový herec, scenárista a skladatel
- Oldřich Šváb (1944–2020), fotbalista a trenér
- Max Tandler (1895–1982), krušnohorský básník
- František Weigend (* 1951), fotbalista
- Horymír Zelenka (1931–1992), básník a malíř

## Partnerská města
- Altenberg, Německo
- Arnstadt, Německo
- Bannewitz, Německo